# Fredrik Söderström
Fredrik Söderström (Ludvika, 30 gennaio 1973) è un ex calciatore svedese, di ruolo centrocampista.

## Palmarès

### Club
- Supercoppa di Portogallo: 2

Porto: 2001, 2003

### Individuale
- Miglior giocatore della Supercoppa di Portogallo: 1

2001